# سبحان جبرئیل‌اف
سبحان جبرئیل‌اف (ترکی آذربایجانی: Sübhan Rahim oğlu Cəbrayılov; ۲۳ اکتبر ۱۹۸۳ – ۱۹ اکتبر ۲۰۲۰) فرد نظامی اهل جمهوری آذربایجان بود.
وی همچنین برندهٔ جوایزی همچون نشان برای آزادسازی جبرئیل شده‌است.